# أندريه ثورنتون
أندريه ثورنتون (بالإنجليزية: Andre Thornton)‏ هو لاعب كرة قاعدة أمريكي، ولد في 13 أغسطس 1949 في توسكيجي في الولايات المتحدة.

## وصلات خارجية
- أندريه ثورنتون على موقع دوري كرة القاعدة الرئيسي (الإنجليزية)
- أندريه ثورنتون على موقعبيزبول رفرنس.كوم (الدوري الرئيسي) (الإنجليزية)
- أندريه ثورنتون على موقعبيزبول رفرنس.كوم (الدوري الثانوي) (الإنجليزية)
- أندريه ثورنتون على موقع جمعية أبحاث البيسبول الأمريكية (الإنجليزية)
- أندريه ثورنتون على موقع إي إس بي إن.كوم (أم.أل.بي) (الإنجليزية)
- أندريه ثورنتون على موقع مشجعي الرسوم البيانية (الإنجليزية)